# Braunschweiger Bewehrung
Unter dem Begriff Braunschweiger Bewehrung oder Braunschweiger Schutzbewehrung versteht man eine Bewehrung von Schutzräumen in Verbindung mit Beton, die sich durch eine hohe Festigkeit und Stabilität auszeichnet, wie sie für die Errichtung der Wände und Decken von Luftschutzbunkern erforderlich ist. Sie wurde in Braunschweig entwickelt und galt seit 1941 als Standardbauweise für die Luftschutzbunker in Deutschland.

## Hintergrund
Im Zweiten Weltkrieg kam es vermehrt zu Bombardierungen von Städten aus der Luft. Daher wurde der Bau von Bunkeranlagen aus Stahlbeton eine dringliche Aufgabe, um der Zivilbevölkerung einen ausreichenden Schutz zu bieten. Dabei wurde ein besonderes Augenmerk auf eine materialsparende und doch effektive Bauweise gelegt. Eine wichtige Rolle übernahm hier die eingebrachte Schutzbewehrung. Diese dient ausschließlich dazu, die Schäden am Gebäude zu minimieren, die durch Einschläge oder Detonationen von Bomben hervorgerufen werden. So soll gewährleistet werden, dass die Schutzsuchenden möglichst sicher untergebracht und nicht durch herabstürzende Gebäudeteile verletzt werden können.

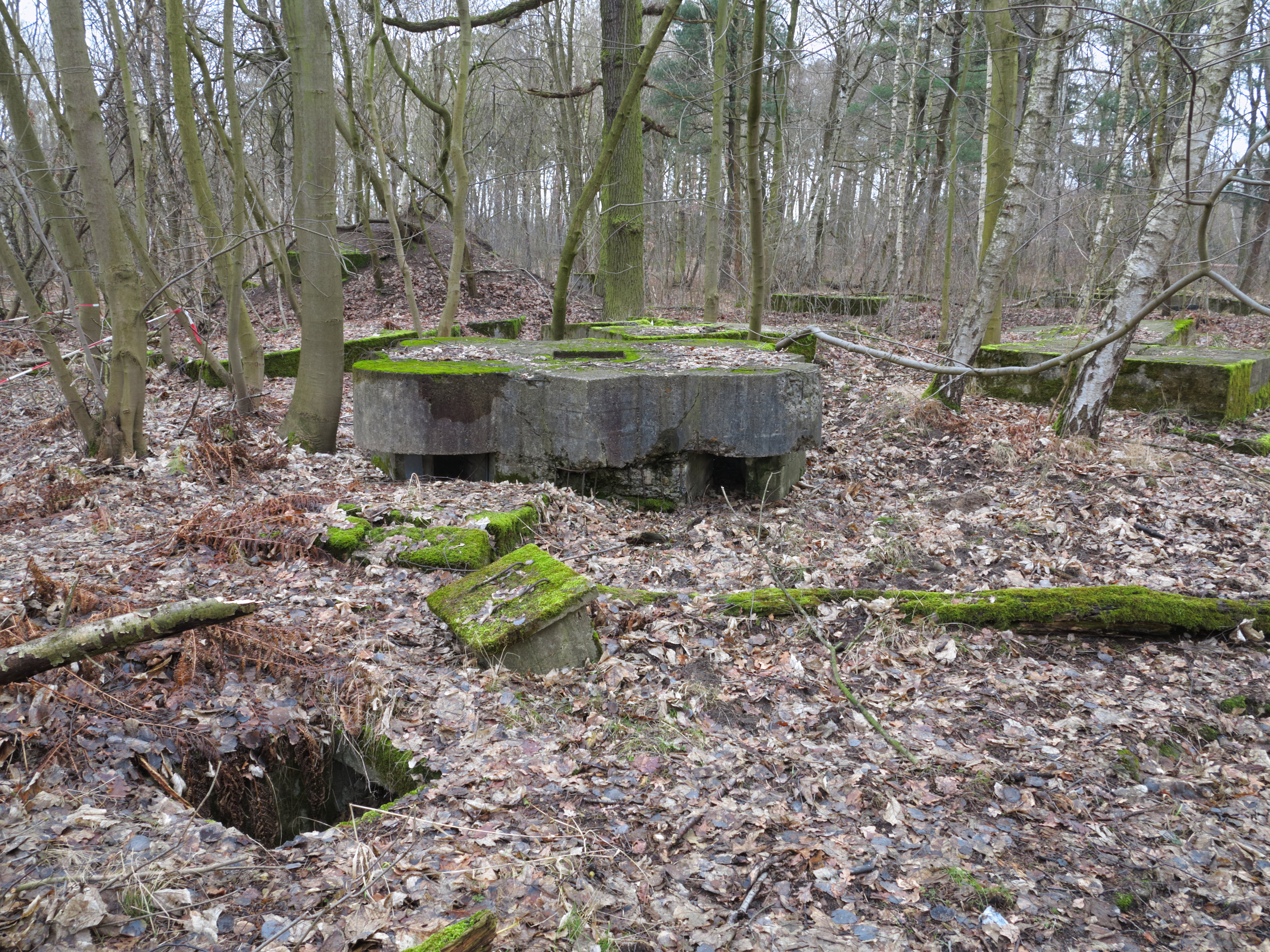
Das ehemalige Testgelände des Instituts für baulichen Luftschutz

Um eine möglichst effiziente Bauweise für die Bunkeranlagen zu entwickeln wurde an der Technischen Hochschule Braunschweig seit 1939 (andere Quellen sagen 1938, also bereits vor Kriegsbeginn) am 1937 gegründeten Institut für baulichen Luftschutz eine Reihe von Groß- und Modellversuchen durchgeführt. Dadurch sollte erforscht werden, welche Bewehrung für den Bau neuer Luftschutzanlagen am besten geeignet war. Die Anforderungen waren unter anderem ein geringer Verbrauch an Stahl, kostengünstige Herstellung, hohe Schutzwirkung und hohe Festigkeit des Betons. Aus diesen Versuchen wurde eine später als „Braunschweiger Bewehrung“ bezeichnete neue Bewehrungsart entwickelt. Das „Institut für baulichen Luftschutz“ wurde unter der Leitung von Theodor Kristen zu einer führenden Einrichtung auf dem Gebiet der Entwicklung von Bunkeranlagen. Für die Tests auf dem Außengelände im Querumer Forst wurden Bunkermodelle in einer Größe 1:5 hergestellt.

## Herkömmliche Bewehrungen
Da es bei Betondecken ohne jegliche Bewehrung sowohl außen zu Schäden durch Sprengtrichter als auch im Innenraum zu größeren Absprengungen (Sprenglinsen) kommen kann, wurden diese als Baumaßnahme ausgeschlossen. Auch bei Stahlbetondecken mit einer gleichmäßigen Verteilung der Stahlschichten entsteht ein äußerer Sprengtrichter, jedoch bildet sich innen anstelle der Sprenglinse, bei ausreichender Stahlarmierung, eine Ausbauchung oder Wölbung, welche die Deckenhöhe reduziert. Getestet wurden daher die unterschiedlichen Anordnungen der Stahleinlagen.
Benzinger BewehrungDie Firma Saardrahtwerke GmbH bot eine Bewehrung mit einem Stahlgewicht von 60 kg/m³ für den Bunkerbau an. Darin wurde ein Drahtgeflecht (Durchmesser 2,5 mm) miteinander durch Stähle von 8 mm Durchmesser vernetzt. Jede Lage der Bewehrung hatte eine Höhe von 15 cm, die einzeln betonierten Lagen wurden mit Stahlklammern zusammengehalten. Für den Straßenbau eignete sich die Bewehrung zwar gut, da sie dynamischen Beanspruchungen standhielt, bei Sprengversuchen stellte sich jedoch heraus, dass die einzelnen Lagen abplatzten und die Drahtmatten leicht zerrissen.
Kubische BewehrungHier werden Stahleinlagen (Durchmesser 10 bis 12 mm) räumlich gleichmäßig verteilt und miteinander verbunden. Durch die enge Vernetzung war der Einsatz von wasserarmem Beton nur bedingt möglich und ließ keine großen Baudicken zu, da er lange aushärten musste und eine geringe Festigkeit hatte. Zudem musste eine erhebliche Menge Stahl (rund 150 kg/m³) verbaut werden, um eine Schutzwirkung erzielen zu können.
SpiralbewehrungDie Firma Dyckerhoff & Widmann KG bot eine der kubischen Bewehrung ähnliche Variante an, bei der Matten aus spiralig gewundenen Stählen eingesetzt wurden. Auch diese Konstruktion zeigte im Versuch keinen wirklichen Vorteil gegenüber der Kubischen Bewehrung. Daher wurde die Spiralbewehrung 1940 aufgrund einer Anweisung für den Bau bombensicherer Luftschutzräume auf einen Stahlgehalt von 70 kg/m³ erhöht. Obwohl dadurch die Schutzwirkung erhöht werden konnte, war der Verbrauch an Stahl mehr als doppelt so hoch wie die gewünschte Menge von rund 30 kg/m³. In diesem Bereich bot die Bewehrung allerdings keinen ausreichenden Schutz mehr.
GitterraumbewehrungDie Firma Luz-Bau GmbH bot eine Bewehrung, bei der die Stähle gitterförmig unter einem Neigungswinkel von 60 Grad angebracht waren. Auch diese Anordnung zeigte im Versuch Nachteile, da sich im Gebäudekörper Risse bilden konnten. Sie erzielte eine ähnliche Schutzwirkung wie die Spiralbewehrung.
EinheitsschutzbewehrungNach einem Vorschlag des Reichsluftfahrtministeriums (RLM) wurden die Spiral- und Gitterbewehrung miteinander kombiniert, was zu einer effektiveren Schutzwirkung führte, als wenn man sie einzeln anwandte.

## Aufbau der Braunschweiger Schutzbewehrung
Anhand der Testergebnisse wurde begonnen, eine neue Form der Bewehrung zu konstruieren. Diese wurde als „Braunschweiger Schutzwehrung“ bezeichnet und im Juli 1941 als einzige reichseinheitliche Bewehrungsart in den „Bestimmungen für den Bau von Luftschutzbunkern“ festgeschrieben.
Dabei galten als Grundsätze für die Konstruktion, dass rund 60 % des eingebrachten Stahls an der Unter- oder Gebäudeinnenseite verbaut werden musste und dass die Stahlmatten eine große Maschenweite aufweisen sollten. Ausgenommen war die untere (innere), die engmaschiger ausgeführt wurde. Das Stahlgewicht betrug rund 30 kg/m³ und bot trotzdem einen gleichwertigen Schutz wie ähnliche Bauten mit Stahlanteilen von 55 bis 80 kg/m³. Die Schutzwirkung der Braunschweiger Schutzbewehrung gegenüber anderen Bunkertypen wurde in Tests nachgewiesen. Selbst nach vier erfolgten Sprengversuchen hielt sie noch stand, während beispielsweise die kubische Bewehrung schon durchschlagen worden war.
Die Bewehrung weist bei Wänden auf der Innenraumseite dichte Stahleinlagen auf, die nach außen hin immer größere Abstände bilden. Bei den Decken ist diese Bewehrung horizontal angeordnet. Um die gewünschte Festigkeit und die Vorteile der Braunschweiger Schutzbewehrung optimal auszunutzen, dürfen keine Verfahren angewendet werden, die reinen Flüssig-, Guss- oder Pumpbeton verwenden.
Betondecken mit Braunschweiger SchutzbewehrungDie Bewehrung wird mit einer weichen Betonmischung (Korngröße 0 bis 30 mm) aus 400 kg Zement je Kubikmeter etwa 20 cm dick eingebracht und anschließend verdichtet. Darauf folgt sofort die Einbringung einer festeren Betonschicht (Korngröße bis 100 mm). Die für die Verdichtung zuständigen Arbeitskräfte stehen dabei auf den Einlagen der Bewehrung und steigen wie auf Leitern mit dem Anstieg der Betonhöhe weiter nach oben.
Betonwände mit Braunschweiger SchutzbewehrungBei den Wänden werden zum Betonieren zumeist Schüttrohre verwendet, die der Bewehrung angepasst sind und einen Durchmesser von 20 cm (innen) bis 40 cm (ab Wandmitte) aufweisen. Auch hier wird die innere Schicht aus der weicheren, feineren und die äußere aus der festeren, gröberen Betonmasse hergestellt. Diese sollte möglichst etwas höher stehen, als die flüssigere Innenschicht, damit sich diese zur feineren Bewehrung hin ausbreitet.
Der ursprüngliche Aufbau der Braunschweiger Bewehrung war für Decken mit einer Stärke von 1,40 m konzipiert worden und kam bei der ersten Bauwelle 1940 bis 1941 in Braunschweig zum Einsatz. Die zweite Bauwelle sah Deckenstärken von mindestens 2 m vor, daher musste die Konstruktion an die neuen Vorgaben angepasst werden. Dazu wurden weitmaschige Stahlmatten in unterschiedlichen Höhen verbaut. Weitere zusätzliche Veränderungen erhöhten die Schutzwirkung, wobei das Gewicht der Bewehrung erhalten blieb.
Alte BauartDie Bewehrung setzt sich bei einer Stärke von 2 bis 2,5 m aus Bügeln mit einem Durchmesser von 14 mm und bei 3 m mit einem Durchmesser von 16 mm sowie einzelnen Matten mit Stählen mit einem Durchmesser von 10 mm zusammen. Dabei befindet sich eine größere Anzahl an Matten im unteren Teil der Bunkerdecke oder der Innenseiten der Bunkerwände. In der Mitte und an der Außenseite befindet sich jeweils eine weitere Matte.
Neue BauartHier besteht die Bewehrung aus vier kreuzweise angeordneten Matten, die von Bügeln umschlossen werden. Die untere Matte wird aus einem Netz aus Rundstählen (Durchmesser 22 mm) mit einer Maschenweite von rund 13 mm gebildet. Die Matten werden mit Bügeln (Durchmesser 30 mm) mit einer Hakenlänge von 45 cm verankert. Das engmaschige Netz der unteren Matte soll ein Ausbrechen von größeren Betonblöcken verhindern. Die Bewehrung befand sich nur noch in den unteren zwei Dritteln der Baudicke, das obere Drittel blieb unbewehrt. Nach dem Ende des Krieges wurde die Braunschweiger Bewehrung auch weiterhin für den Zivilen Luftschutz angewendet.